# El camino secreto
El camino secreto (magyarul: A titkos út) egy 1986 és 1987 között vetített mexikói sorozat, amit a Televisa készített. A főszerepekben Daniela Romo, Gabriela Rivero és Salvador Pineda, valamint a gonosz szerepekben Leticia Calderón, Arsenio Campos és Claudio Brook voltak.

## Történet
Gabriela Guillén (Daniela Romo) egy fiatal lány, aki édesapjával Faustóval (Carlos Ancira) és húgával Julietával (Gabriela Rivero) él együtt. Hárman úgy élnek mintha szökevények lennének, hiszen apjuk, Fausto – akinek Santiago a valódi neve – titkolja zavaros múltját. Évekkel korábban ugyanis ő és barátja, Mario szerelmes volt Marthába, Gabriela és Julieta édesanyjába. Annak ellenére, hogy Matha Mariótól esett teherbe, Santiago összeházasodott a nővel. Nem sokkal később Marthát megölte Adolfo Ávila (Claudio Brook), gyémántcsempész.
Mivel mind Santiago és Mario érintett volt a drágakőcsempészetben, Adolfo zsarolta és kényszerítette őket, hogy kössenek üzletet. Adolfo így akarta elkerülni, hogy feljelentsék őt és az volt a célja, hogy a gyanút a gyilkossággal kapcsolatban a két férfira terelje. Mario így Adolfónak adta éttermei nyereségének a felét, eközben Santiago megszökött két lányával és Fausto Guillén néven új életet kezdett. Emiatt Fausto és lányai gyakran költöznek egyik városból a másikba.
Egy nap Gabriela és Julieta Mario egyik éttermében vállalnak munkát, miután Adolfo megbetegszik és megkéri régi barátját, Faustót, akiért sokat tett, hogy amíg felgyógyul vegye át a helyét. Azonban Faustót – Adolfo bérgyilkosai – tévedésből megölik, mert Mariónak hitték őt. Ekkor Santiago felveszi Mario személyiségét, hogy megtévessze Adolfót, miközben továbbra sem fedi fel lányai előtt valós kilétét, hogy ő Santiago valójában.
A helyzetet még jobban bonyolítja, hogy Gabriela megismeri Davidot (Salvador Pineda), Mario fiát, akibe beleszeret. Valamint Adolfo észreveszi mennyire hasonlít Gabriela néhai anyjára, az által megölt Marthára, amellyel mindenki élete veszélybe kerül.

## Szereposztás
- Daniela Romo – Gabriela Guillén
- Salvador Pineda – David Genovés
- Carlos Ancira – Santiago Guzmán/Fausto Guillén/Mario Genovés
- Gabriela Rivero – Julieta Guillén
- Leticia Calderón – Alma
- Pedro Armendáriz Jr. – Alejandro Faidella
- Claudio Brook – Adolfo Avila
- Fernando Sáenz – Carlos Avila
- Pilar Pellicer – Yolanda
- Arsenio Campos – Roberto Zarate
- Arturo Benavides -Felix
- Patsy – Berta
- Fidel Garriga – Abelardo
- Guy De Saint Cyr – Marcos
- Mar Castro – Susana
- Gonzalo Sánchez – Pancholete
- Damián Alcázar – José Luis
- Alfredo Sevilla – Adriano
- Jorge Fegán – Captain Raymundo Floriani
- Ana Patricia Rojo – Paulina Faidella

## Érdekességek
- Daniela Romo énekli a sorozat főcímét De mi enamorate címen.
- Leticia Calderón és Pedro Armendáriz Jr. később együtt szerepeltek a Julieta című sorozatban.
- Leticia Calderon és Salvador Pineda később együtt szerepeltek az Esmeralda című sorozatban, ahol fordított szerepben voltak: Leticia Calderón volt ott a főszereplő, míg Salvador Pineda a főgonosz.